# 恋の掟
『恋の掟』（こいのおきて、Valmont）は、1989年のイギリス・フランスの合作映画。なお、日本版DVDタイトルは『コリン・ファースの恋の掟』となっている。
同時期に同じラクロの『危険な関係』の映画化作品であるスティーヴン・フリアーズ版『危険な関係』が制作されたため、かち合わないよう、1年後に公開された作品で、こちらはいささか軽い恋愛映画という傾向が強い作品に仕上がっている。

## あらすじ
貴族時代のフランス。自堕落なメルトゥイユ侯爵夫人は、かつて自分を捨てたジェルクール将軍が今さら清純派に転向して少女セシルを妻に迎えようとしていると知り、復讐の一計を案じる。プレイボーイの悪名高きヴァルモンにセシルを誘惑させ、清純ではない体にしてしまおうというのだ。だが、当のヴァルモンは清純な上に貞淑なトゥールベル夫人攻略に夢中。そこで侯爵夫人は、セシルを攻略できたら我が身をヴァルモンにゆだねると炊きつける一方、セシルの恋人ダンスニーを手なづける。果たして、この多角関係の成り行きやいかに。

## スタッフ
- 監督：ミロス・フォアマン
- 製作：ポール・ラッサム、マイケル・ハウスマン
- 脚本：ジャン＝クロード・カリエール、ミロス・フォアマン
- 撮影：ミロスラフ・オンドリチェク
- 音楽：クリストファー・パーマー
- 指揮：ネヴィル・マリナー

## キャスト
- アネット・ベニング：メルトゥイユ侯爵夫人
- コリン・ファース：ヴァルモン
- メグ・ティリー：トゥールベル夫人
- フェアルザ・バルク：セシル
- ヘンリー・トーマス：ダンスニー
- ジェフリー・ジョーンズ：ジェルクール将軍
- ヴィンセント・スキャヴェリ：ジェーン
- ロナルド・レイシー：ホセ

## 関連作品
以下全てラクロの『危険な関係』が原作
- 危険な関係 (1959年の映画)
- 危険な関係 (1988年の映画)
- クルーエル・インテンションズ
- スキャンダル (2003年の映画) 韓国映画